# Monsampolo del Tronto
Monsampolo del Tronto là một đô thị ở tỉnh Ascoli Piceno ở vùng Marche, cách khoảng 80 km về phía nam của Ancona và khoảng 18 km về phía tây nam của Ascoli Piceno. Đến thời điểm ngày 31 tháng 12 năm 2004, đô thị này có dân số là 4.200 người và diện tích là 15,5 km².
Monsampolo del Tronto giáp các đô thị: Acquaviva Picena, Castorano, Controguerra, Monteprandone, Offida, Spinetoli.